# 62式軽戦車
62式軽戦車（62しきけいせんしゃ 62式轻型坦克・WZ-131）は、ソビエト連邦からの技術供与の下で開発に成功した59式戦車を踏まえて、59式をスケールダウンさせた中国初の国産戦車である。
山岳、水田、河川の多い地域での運用を目的に開発され、1989年までに1,500輌以上が生産され国内だけでなく海外にも数多く輸出された。

## 開発
1950年代、中国は59式戦車での戦車生産を元に、本格的に自国での戦車開発をスタートさせた。技術的限界から59式戦車をベースにした軽戦車の開発が企画され、1958年から設計が始まり、1963年から674工場にて生産が始まった。

## 設計

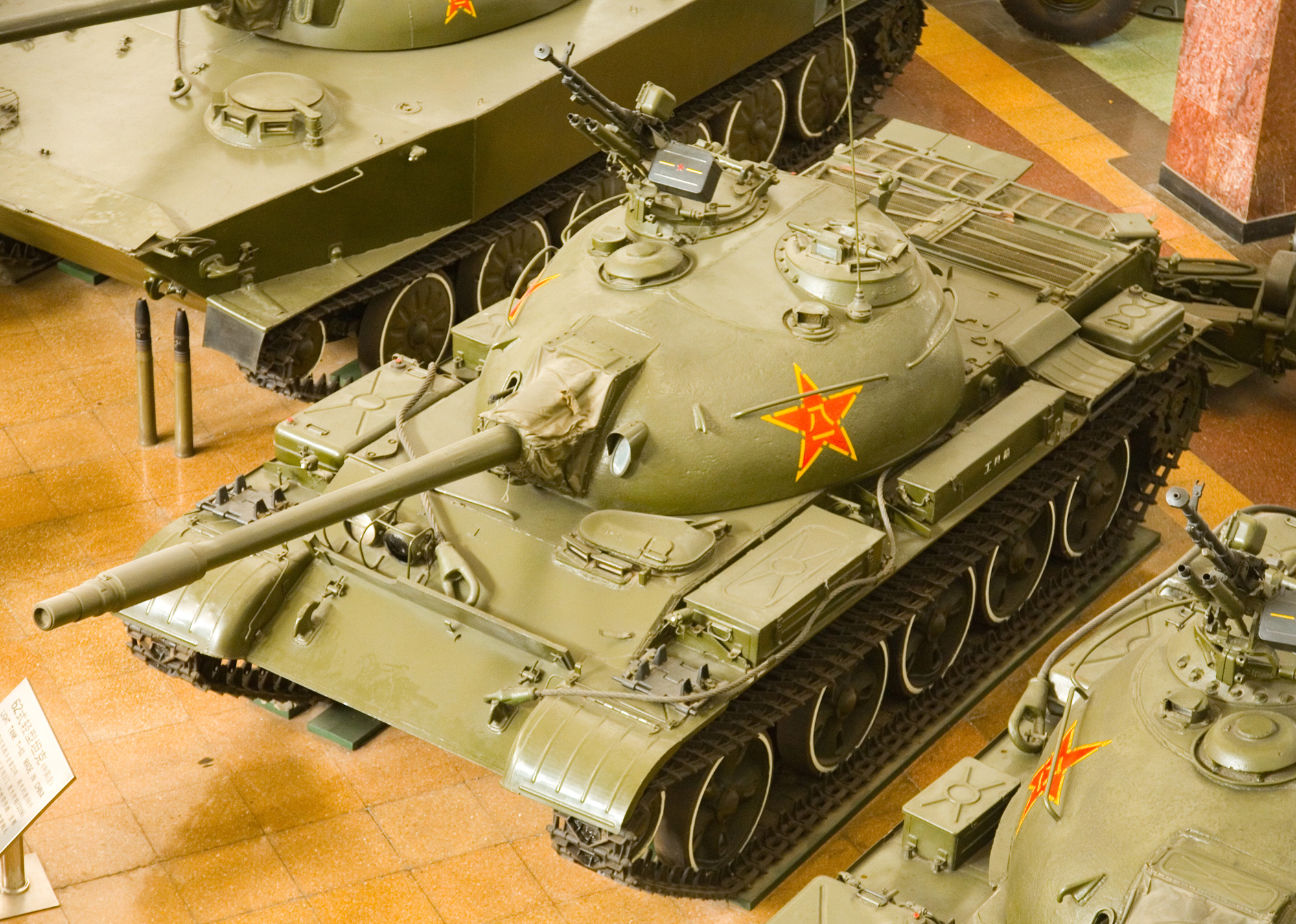
上面からみた62式軽戦車

車体の基本設計は、59式戦車を一回り小型化したものである。重量は15t軽量化されており、装甲の厚さはベースとなった59式戦車より遥かに薄くなっているが、エンジンには59式戦車の低馬力仕様の12150L-3型12気筒水冷エンジン（430馬力）を搭載し、出力重量比は大幅に向上しているため、59式に比して機動性が高く、地盤の軟弱な場所や傾斜の厳しい土地での運用性は高い。
兵装は、59式戦車に搭載された100mmライフル砲より小型の62式54口径85mmライフル砲を採用した。口径が小型であるため、装弾数も47発と多い（後に装弾数62発に増量）。最大射程は1,200m。当初は単純な照準器のみ搭載されており、移動しながら砲撃する行進間射撃能力は無い。後に射撃統制装置や暗視装置の追加装備で、原型に比べて射撃能力は遥かに向上した。

## 運用

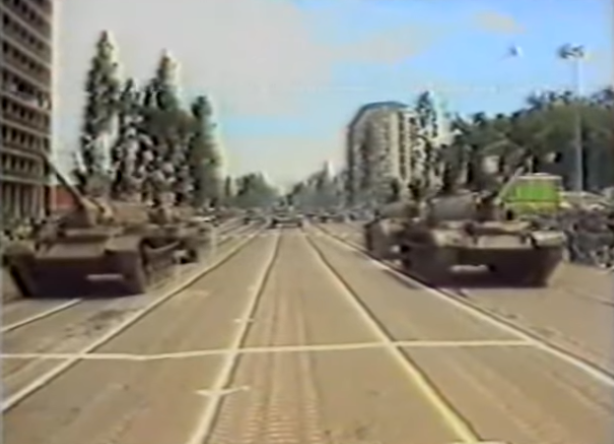
キンシャサの軍事パレードに登場したザイール軍の62式軽戦車(1985年)

62式軽戦車は主にチベットや内モンゴルなどの山岳地域や華南の低地など道路条件の悪い地域で重宝され、中国人民解放軍陸軍向けだけで約800輌が配備された。積極的な輸出も行われ、北ベトナム（200輌）、スーダン（70輌）、ザイール（40輌）、バングラデシュ（40輌）、アルバニア（35輌）、北朝鮮（不明）、タンザニア（30輌）と多方面に輸出された。
中国では1979年の中越戦争で実戦投入されたが、装甲の薄さによる脆弱性を露呈した。特に携帯火器であるRPGによる攻撃で数多くの車輌が撃破された。これを教訓に、翌1980年には装甲を中心に改良が施された62式改軽戦車が開発された。
2000年に105mm低反動砲の搭載やERA装着など延命措置としての改良が行われ、その後も約500輌近くが中国国内で使用されていた。
その後2011年には中国で完全に退役している。後継として97式歩兵戦闘車（ZBD-97）が開発され、04式歩兵戦闘車（ZBD-04）として制式化された。また、これとは別に山岳地域での運用を念頭においた新型軽戦車が「高原猛虎」の仮称で試作され、15式軽戦車として2018年から中国で配備が開始されている。

## 各型及び派生型

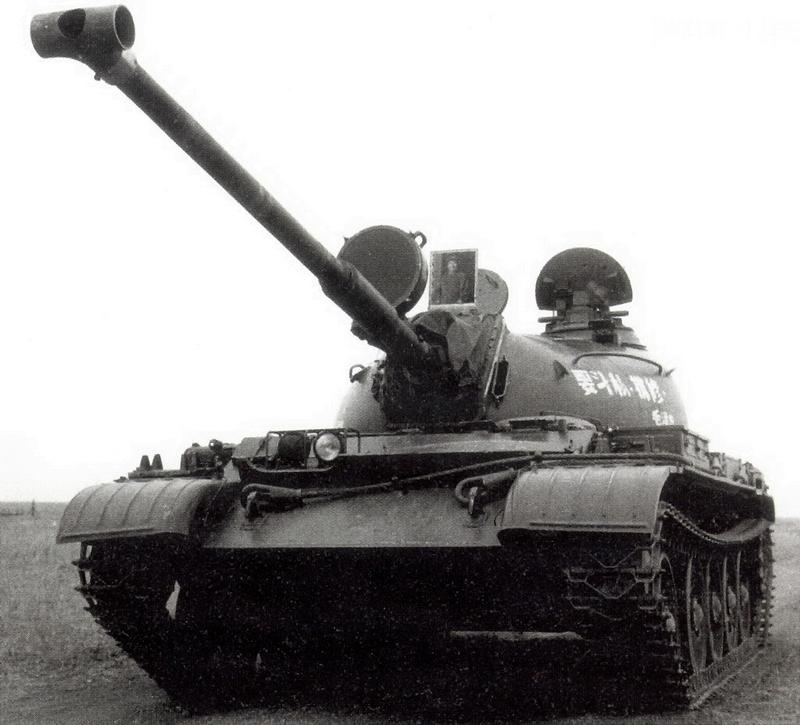
WZ-131-1

62式軽戦車(WZ-131)
初期量産型。
62-I式軽戦車(WZ-131-I)
1964年試作完成。装弾数を62発に増やし、T型マズルブレーキ搭載の新型戦車砲と砲安定装置、暗視装置を搭載した。文化大革命による混乱で量産計画が中断し、試作のみに終わった。
62-IA式軽戦車(WZ-131A)
文化大革命後、62-Iを基に改めて計画された改良型。開発プランのみで生産されず。“70式軽戦車”の名称でも呼ばれた。
62式改軽戦車(WZ-131-II/WZ-131G)
1980年代に入り、中越戦争での教訓から改修が加えられた改良型。改革開放政策により西側の技術が導入されており、新たにレーザー測定器やサイドスカート、HEAT弾やRPG対策として装甲が強化されるなどの強化が行われた。“62-II式軽戦車”とも呼ばれる。
62-IID式軽戦車(WZ-131-IID)
2000年より改修が実施された延命型。105mm低反動砲を搭載。新型複合装甲、FCSの強化、新型暗視装置の搭載など。
62-IIM軽戦車(WZ-131-IIM)
砲塔を前面部を複合素材とした溶接構造のものに変更した発展型。対HEAT弾対策としてERA（爆発反応装甲）も追加装着される。

62式軽戦車  115mm滑腔砲搭載型
北朝鮮が計画した、主砲をU-5TU 115mm滑腔砲に換装した武装強化型。
北朝鮮の出資により北方工業公司(NORINCO)が生産を担当する計画であったが、ソビエトが北朝鮮向け専用型のみの一時的なものであってもU-5TUのライセンス権を中華人民共和国に供与することに同意しなかったため、計画が中止され生産はなされなかった。

## ギャラリー

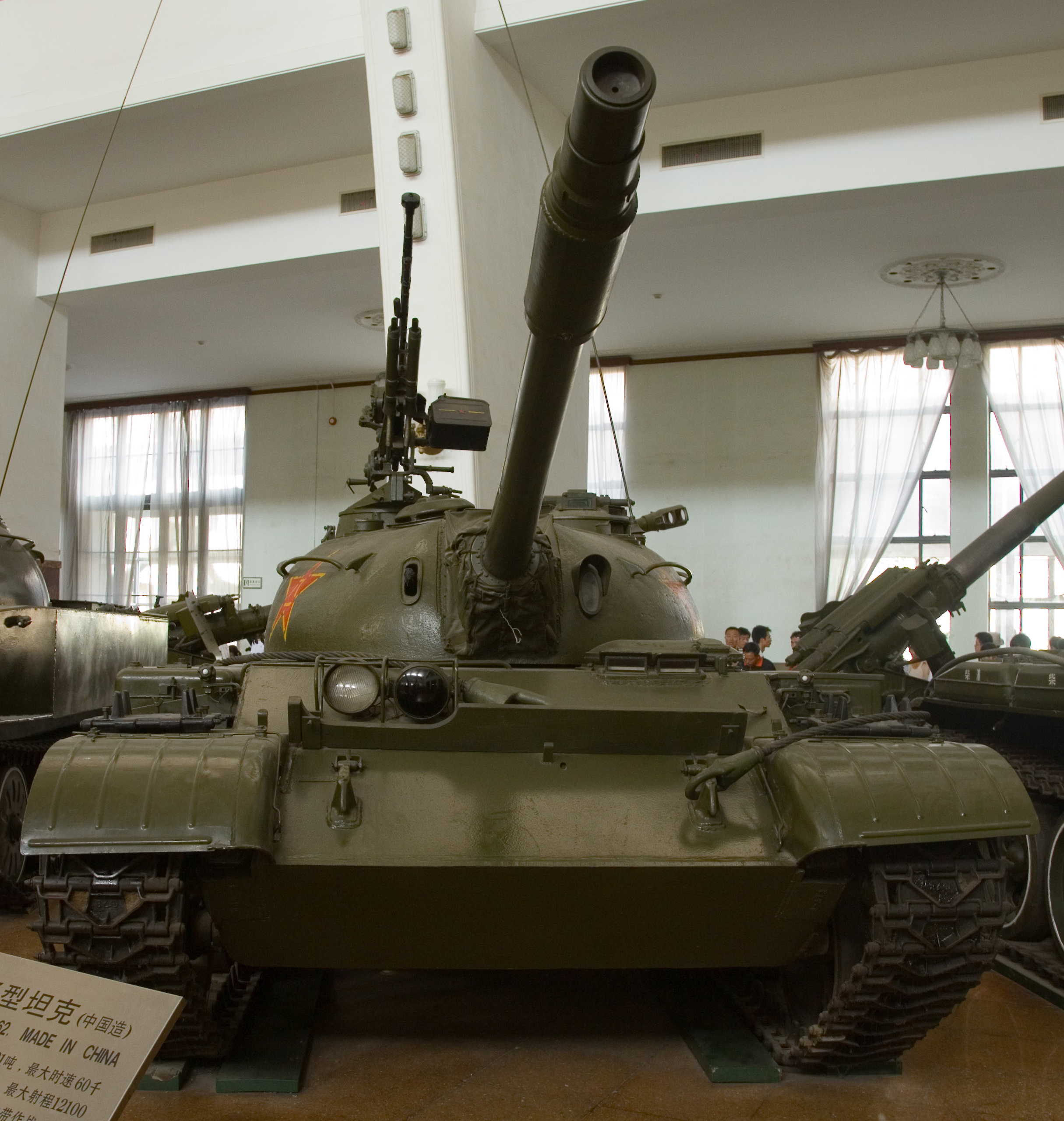
正面から見た62式軽戦車
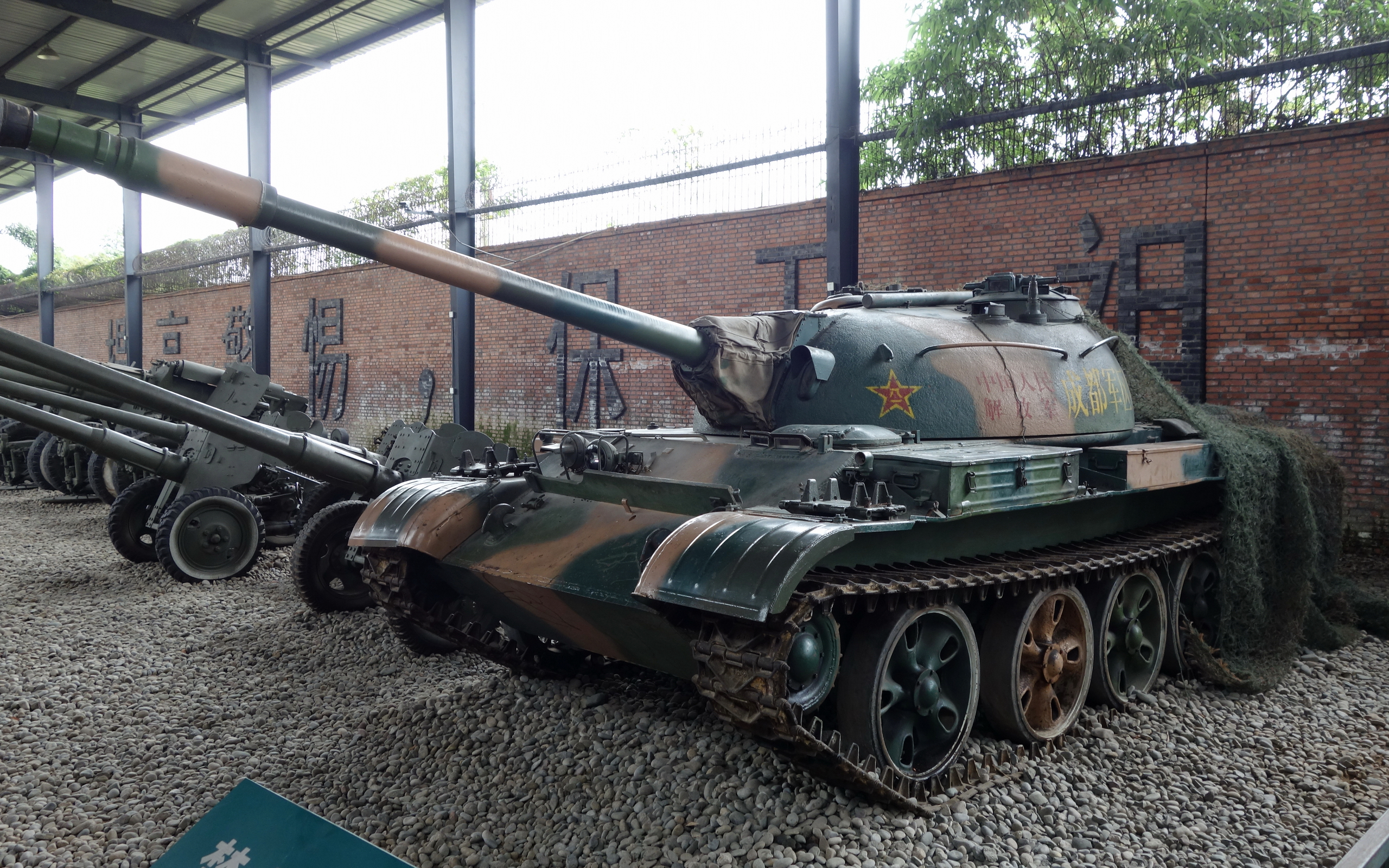
62式軽戦車
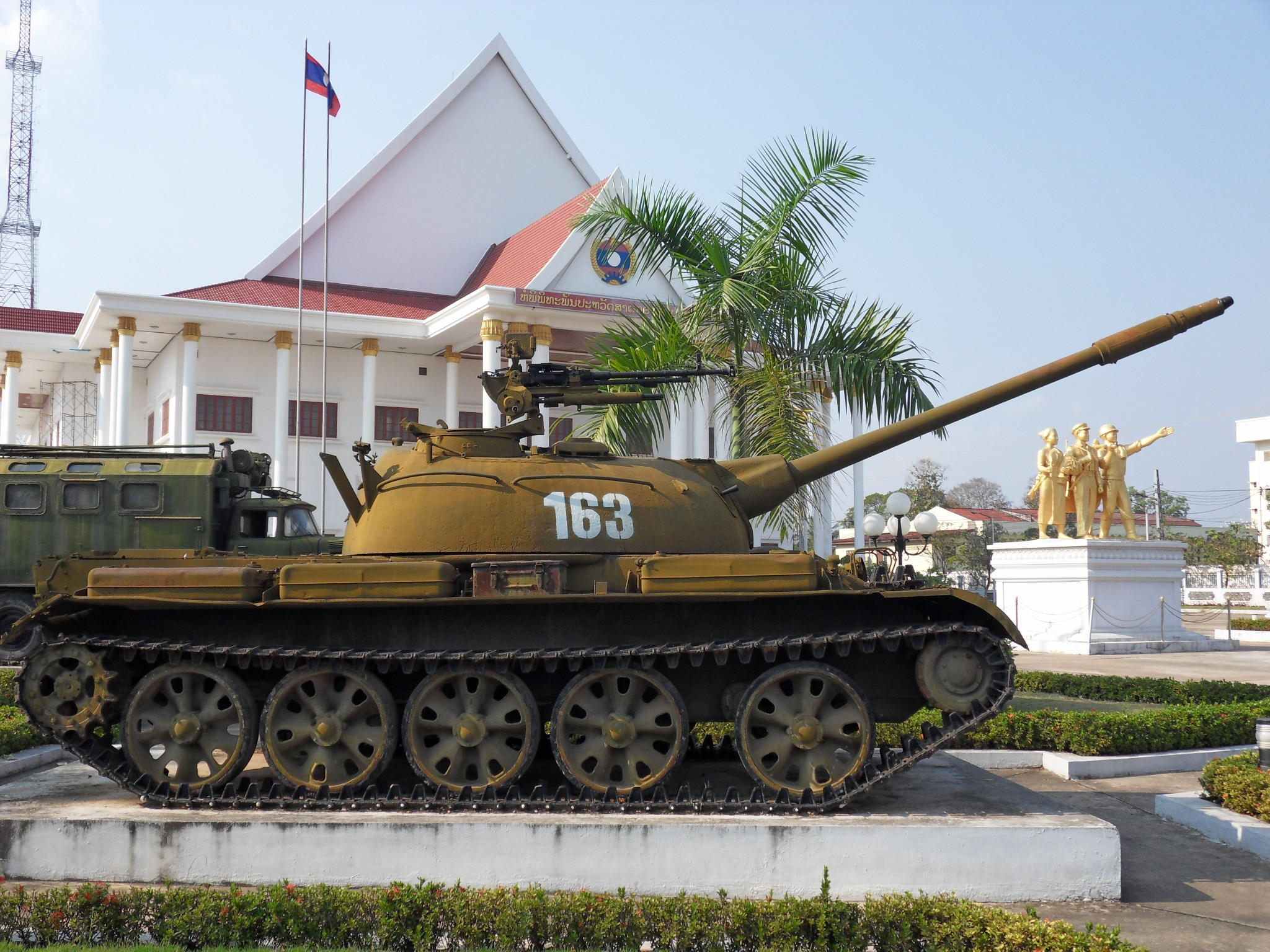
ラオスで運用されていた62式

## 採用国
- アルバニア[4]
- マリ[4]
- バングラデシュ[4]
- カンボジア[4]
- コンゴ民主共和国[5]
- コンゴ共和国[4][5]
- スーダン[4]

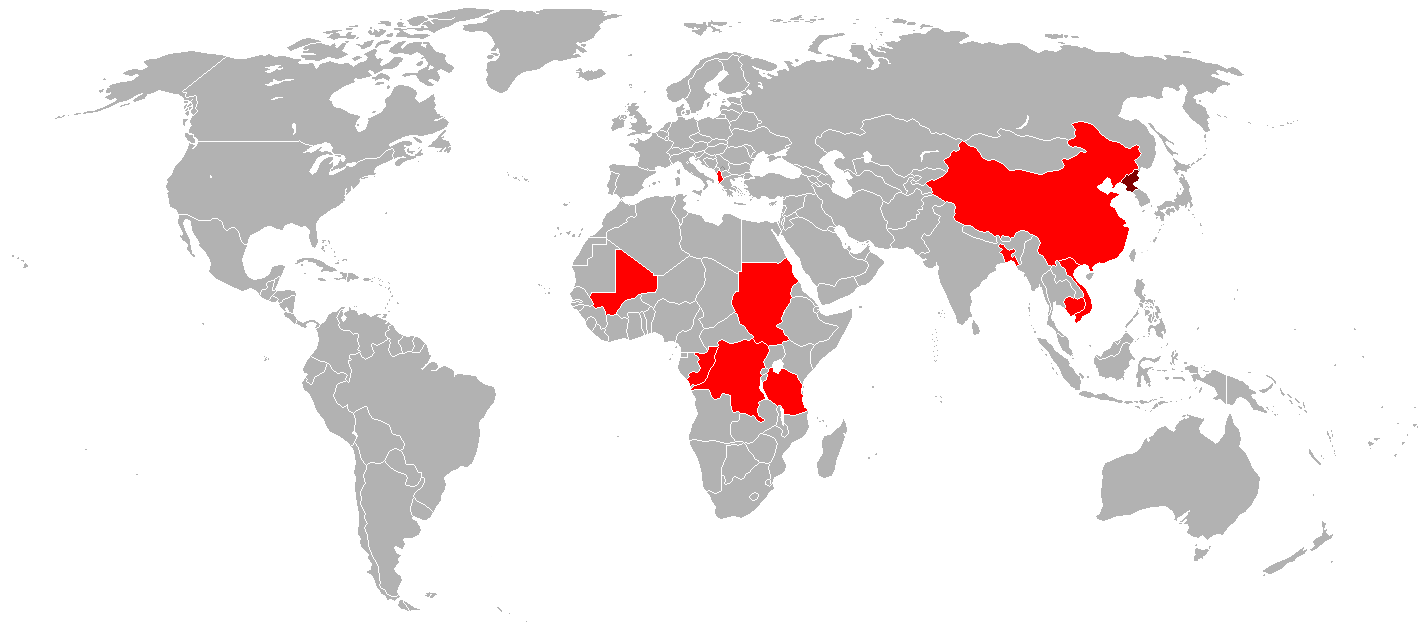
採用国(赤)、濃い赤が退役国(PRK)

- タンザニア[4] - 2024年時点で、タンザニア陸軍が25両の62式を保有[6]。
- ベトナム
- タイ[5]

## 登場作品
『World of Tanks』
中国軽戦車WZ-131として開発可能。また、Type 62として販売。
『War Thunder』
ソ連陸軍ツリーで｢Type-62｣としてイベント『War Thunder Winter Holiday』の景品として、また、ver1.91にて追加された中国ツリーrankIV軽戦車｢Type62｣として登場